# Mulo
Mulo je v romské kultuře mrtvý či přízrak mrtvého.

## V romské kultuře
Všechna romská společenství věří v tyto bytosti. Zjevuje se lidem např. aby je před něčím varoval, způsobuje strach (mulo mukel dar), aby si vyřídil nevyrovnané účty, dusí je, dělá lidem modřiny ale může je i zabít.
Mulové se zjevují v lidské nebo zvířecí podobě jako je pes, kočka, pták atd. Lze je rozeznat že chodí bokem ale není jim vidět do obličeje. Na svět mohou chodit i nepozorovaně. Romové duším zesnulých projevují velkou úctu. Dodržují různé rituály, že o Vánocích nechávají místo u stolu a talíř s jídlem jako kdyby zesnulý žil.
V současně době se u hrobu do rovů zapálí cigareta, povídá si s nimi a nalívá se jim alkohol. Při pohřbu dávají do rakve k zesnulému různé věci které měl rád (cigarety, alkohol, šperky...) ale také peníze které slouží k zaplacení aby se dostal na "druhý břeh".